# Fronhausen
Fronhausen è un comune tedesco di 4 139 abitanti situato nel land dell'Assia.